# Lijst van nummer 1-hits in Ierland in 2010
Deze hits stonden in 2010 op nummer 1 in de Ierse Single Top 100, de bekendste hitlijst in Ierland.
| Datum        | Artiest                     | Titel                         |
| ------------ | --------------------------- | ----------------------------- |
| 7 januari    | Joe McElderry               | The Climb                     |
| 14 januari   | Lady Gaga                   | Bad Romance                   |
| 21 januari   | Owl City                    | Fireflies                     |
| 28 januari   | Owl City                    | Fireflies                     |
| 4 februari   | Jedward & Vanilla Ice       | Under Pressure (Ice Ice Baby) |
| 11 februari  | Helping Haiti               | Everybody Hurts               |
| 18 februari  | Jedward & Vanilla Ice       | Under Pressure (Ice Ice Baby) |
| 25 februari  | Jedward & Vanilla Ice       | Under Pressure (Ice Ice Baby) |
| 4 maart      | Boyzone                     | Gave It All Away              |
| 11 maart     | Jedward & Vanilla Ice       | Under Pressure (Ice Ice Baby) |
| 18 maart     | Boyzone                     | Gave It All Away              |
| 25 maart     | Lady Gaga & Beyoncé         | Telephone                     |
| 1 april      | Lady Gaga & Beyoncé         | Telephone                     |
| 8 april      | Lady Gaga & Beyoncé         | Telephone                     |
| 15 april     | Lady Gaga & Beyoncé         | Telephone                     |
| 22 april     | Glee Cast & Lea Michele     | Gives You Hell                |
| 29 april     | Usher & will.i.am           | OMG                           |
| 6 mei        | Usher & will.i.am           | OMG                           |
| 13 mei       | Train                       | Hey, Soul Sister              |
| 20 mei       | Alexandra Burke & Pitbull   | All Night Long                |
| 27 mei       | Edward Maya & Vika Jigulina | Stereo Love                   |
| 3 juni       | Edward Maya & Vika Jigulina | Stereo Love                   |
| 10 juni      | Edward Maya & Vika Jigulina | Stereo Love                   |
| 17 juni      | Edward Maya & Vika Jigulina | Stereo Love                   |
| 24 juni      | Katy Perry & Snoop Dogg     | California Gurls              |
| 1 juli       | Katy Perry & Snoop Dogg     | California Gurls              |
| 8 juli       | Katy Perry & Snoop Dogg     | California Gurls              |
| 15 juli      | Katy Perry & Snoop Dogg     | California Gurls              |
| 22 juli      | Eminem & Rihanna            | Love the Way You Lie          |
| 29 juli      | Yolanda Be Cool & DCUP      | We No Speak Americano         |
| 5 augustus   | Flo Rida & David Guetta     | Club Can't Handle Me          |
| 12 augustus  | Eminem & Rihanna            | Love the Way You Lie          |
| 19 augustus  | Eminem & Rihanna            | Love the Way You Lie          |
| 26 augustus  | Taio Cruz                   | Dynamite                      |
| 2 september  | Katy Perry                  | Teenage Dream                 |
| 9 september  | The Script                  | For the First Time            |
| 16 september | The Script                  | For the First Time            |
| 23 september | The Script                  | For the First Time            |
| 30 september | Tinie Tempah & Eric Turner  | Written in the Stars          |
| 7 oktober    | Bruno Mars                  | Just the Way You Are          |
| 14 oktober   | Bruno Mars                  | Just the Way You Are          |
| 21 oktober   | Bruno Mars                  | Just the Way You Are          |
| 28 oktober   | Cheryl Cole                 | Promise This                  |
| 4 november   | Rihanna                     | Only Girl (In the World)      |
| 11 november  | Rihanna                     | Only Girl (In the World)      |
| 18 november  | Rihanna                     | Only Girl (In the World)      |
| 25 november  | The X Factor Finalists 2010 | Heroes                        |
| 2 december   | The X Factor Finalists 2010 | Heroes                        |
| 9 december   | The X Factor Finalists 2010 | Heroes                        |
| 16 december  | Matt Cardle                 | When We Collide               |
| 23 december  | Matt Cardle                 | When We Collide               |
| 30 december  | Matt Cardle                 | When We Collide               |